# باتريشيا روبرتس
باتريشيا روبرتس (بالإنجليزية: Patricia Roberts)‏ (و. 1955  م) هي لاعبة كرة سلة، ومدربة كرة سلة أمريكية، ولدت في مونرو، شاركت في الألعاب الأولمبية الصيفية 1976، والألعاب الجامعية الصيفية 1977، مركز لعبها هو لاعبة هجوم قوية الجسم.

## التعليم
تعلمت في Emporia State University ‏
.

## روابط خارجية
- باتريشيا روبرتس على موقع الاتحاد الدولي لكرة السلة (الإنجليزية)
- باتريشيا روبرتس على موقع بروبوليرز (الإنجليزية)
- باتريشيا روبرتس على موقع قاعة مشاهير كرة السلة للسيدات (الإنجليزية)
- باتريشيا روبرتس على موقع كلية كرة السلة في سبورتس رفرنس.كوم (الإنجليزية)
- باتريشيا روبرتس على موقع سبورتس رفرنس (الإنجليزية)
- باتريشيا روبرتس على موقع أوليمبيديا (الإنجليزية)
- باتريشيا روبرتس على موقع قاعة جورجيا للمشاهير الرياضية (مؤرشف) (الإنجليزية)